# 노드VPN
노드VPN(NordVPN)은 유료 개인용 가상사설망(VPN) 서비스이다. 데스크탑에서는 윈도우(Windows), macOS, 리눅스(Linux)를 지원하고, 모바일에서는 안드로이드(Android)와 iOS를 지원한다. 또한 안드로이드 TV(Android TV)에서의 사용도 가능하다. 수동설정을 통한 무선 라우터(Wireless Routers)와 네트워크 결합 스토리지(NAS)에서의 사용까지 지원한다.

## 역사
노드VPN은 데이터보존법의 의무가 없는, 파이브 아이즈 (Five Eyes), 포틴 아이즈 (Fourteen Eyes)에 소속되어 있지 않은 파나마에 있다.
공식 웹사이트의 내용에 따르면, 노드VPN은 2012년에 처음 시작되었으며, 시작은 단순히 어린시절 친구 네명이 모여서 만든 것이라고 한다. 2016년 5월말, 안드로이드 앱을 출시했고, 바로 그해 6월 iOS용 앱도 출시했다. 2017년 10월, 구글 크롬 확장프로그램을 출시했으며, 2018년 6월, 안드로이드TV용 앱을 출시했다. 2022년 11월 기준, 노드VPN은 59개국에서 약 5100개의 서버를 운영 중이다.
2019년 3월, 노드VPN은 러시아 통신·정보기술·매스컴 감독기관인 '로스콤나드조르(Roskomnadzor)' 로부터, 러시아 Nord VPN 사용자들의 “러시아 독자 인터넷망”의 우회를 막는, 감독청 지정 유해사이트 차단을 이행하라는 명령을 받았음을 밝혔다. 한 달간의 기간이 주어졌으며, 이행하지 않을 시 기관의 차단이 있을 것임을 통보받았다. 노드VPN은 위의 시행령에 불응, 4월 1일부 모든 러시아 서버를 중지했다. 이 결과로, Nord VPN은 러시아에서 사용가능하지만, 자국민의 러시아 서버로의 접속은 제한된 상태이다.
2019년 9월, 노드VPN은 기업들을 위한 신규솔루션, NordLayer를 출시했다. 중소기업, 외부 부서, 프리랜서 등을 대상으로 한 서비스로, 회사의 사내 네트워크로의 안전한 접속을 지원한다.
2019년 10월 21일, 트위터의 한 계정을 통해 노드VPN의 몇몇 공개키가 노출되는 사건이 있었다. 이에 대해, 노드VPN은 2018년 3월, 핀란드의 한 서버가 공격당한것을 시인했다. 노드VPN측은 핀란드에 위치한 계약된 데이터센터의 원격관리시스템의 허점을 이용하여 1월 31일과 3월 20일 사이에 공격이 이루어졌으며 이에 대한 내용을 노드VPN측에 4월 13일에 통보받았으며, 그 즉시 관련 서버를 닫고 관련 센터와 모든 계약을 취소했음을 밝혔다. 노드VPN은 데이터센터로부터 최초 공격 이후 바로 이를 공개하지 않음을 비난받았고, 사측은 모든 내용을 내부 감사이후 공개할 예정이였다고 밝혔다. 2019년 10월 29일, 노드VPN은 추가 감사결과를 발표했으며, 코로케이션 서버로 시스템을 변경하고 서비스의 보안성과 투명성 높이기 위한 취약점 신고 포상제도인 버그 바운티 프로그램 또한 공개했다.
이후 바이러스 및 위협 방지 기능을 추가하는 등 꾸준한 발전을 보여주었고, 2022년에는 타임지가 선정한 올해의 최고의 발명품 중 하나로 뽑혔다.

## 기능
노드VPN은 모든 사용자의 인터넷  트래픽을 원격서버를 통해 전송하며, 이를 통해 IP주소를 숨기고, 모든 송수신데이터를 암호화한다. 암호화 방식으로, 노드VPN은 오픈VPN 형식과  Internet Key Exchange v2/IPsec을 사용한다. 일반 VPN서버와 별개로 P2P 전용 서버, 이중 암호화, Tor 네트워크의 접속을 지원한다.
노드VPN은 윈도우, 맥OS, 리눅스용 프로그램을 지원하며, 모바일으로는 안드로이드, iOS와 안드로이드TV를 지원한다. 노드VPN 사용자는 크롬과 파이어폭스에서 프록시 암호화 확장 프로그램을 다운로드 받을 수 있다.
2018년 11월, 노드VPN은 PricewaterhouseCoopers AG의 감사를 통해 자사의 무-로그 정책을 입증했다.
2019년 7월, 노드VPN은 WireGuard 프로토콜에 맞춘 새로운 VPN 툴인 NordLynx를 출시, IPsec과 Open VPN 터널링 프로토콜에서의 최적화된 서비스 제공을 시작했다. 노드Lynx는 현재 리눅스에서 사용가능하며, Wired UK의 테스트를 통해 특 몇몇 상황에서는 수백 MB/s를 상회하는 결과를 보였다.

## 같이 보기
- 가상 사설망 비교
- 인터넷 프라이버시
- 암호화
- 암호화 통신
- 파나마의 인터넷 자유